# Джон Реткліфф (політик)
Джон Лі Реткліфф (англ. John Lee Ratcliffe; нар. 20 жовтня 1965, Маунт-Проспект, Іллінойс, США) — американський політик й адвокат, обіймав посади директора Національної розвідки у 2020—2021 роках, був конгресменом у 4-му окрузі Техасу у 2015—2020 роках. У Конгресі вважався одним з найбільш консервативних. Обіймав посаду мера Гіта, штат Техас, у 2004—2012 роках і виконував обов'язки прокурора США у Східному окрузі Техасу з травня 2007 до квітня 2008 року.
28 липня 2019 року президент Дональд Трамп оголосив, що має намір висунути Реткліффа на посаду директора Національної розвідки замість Дена Коутса. Від кандидатури Реткліффа відмовилися після того, як сенатори-республіканці висловили занепокоєння щодо нього, колишні співробітники розвідки заявили, що він може політизувати розвідку, а ЗМІ розкрили прикрашання Реткліффом своєї участі у справах про тероризм й імміграцію.
28 лютого 2020 року Трамп оголосив, що знову висуне Реткліффа на посаду директора Національної розвідки, і після схвалення Сенату склав повноваження конгресмена, а 26 травня присягу. Реткліфф пообіцяв бути аполітичним. Вважається, що під час перебування на посаді використовував службове положення задля додаткових політичних балів Трампа. Оприлюднив твердження, які суперечили власним оцінкам Розвідувального товариства і відсунули кар'єрних посадових осіб у Розвідувальному товаристві.
12 листопада 2024 року президент Трамп оголосив, що висуне Реткліффа на посаду директора Центрального розвідувального управління.

## Молодість й освіта
Народився в Маунт-Проспект, штат Іллінойс, став наймолодшим з шести дітей в сім'ї вчителів. Закінчив школу у Карбондейлі, штат Іллінойс. 1987 року здобув ступінь бакалавра мистецтв у галузі державних і міжнародних досліджень в Університеті Нотр-Дам. 1989 року здобув ступінь доктора права у Школі права Південного методистського університету (нині Школа права Дедмана).

## Кар'єра
Після закінчення юридичного факультету займався приватною юридичною практикою.
Чотири рази поспіль обирався на дворічний термін мером Гіта, Техас, міста з населенням близько 7000 осіб. Обіймав цю посаду з червня 2004 року до травня 2012 року.

### Східний округ Техасу

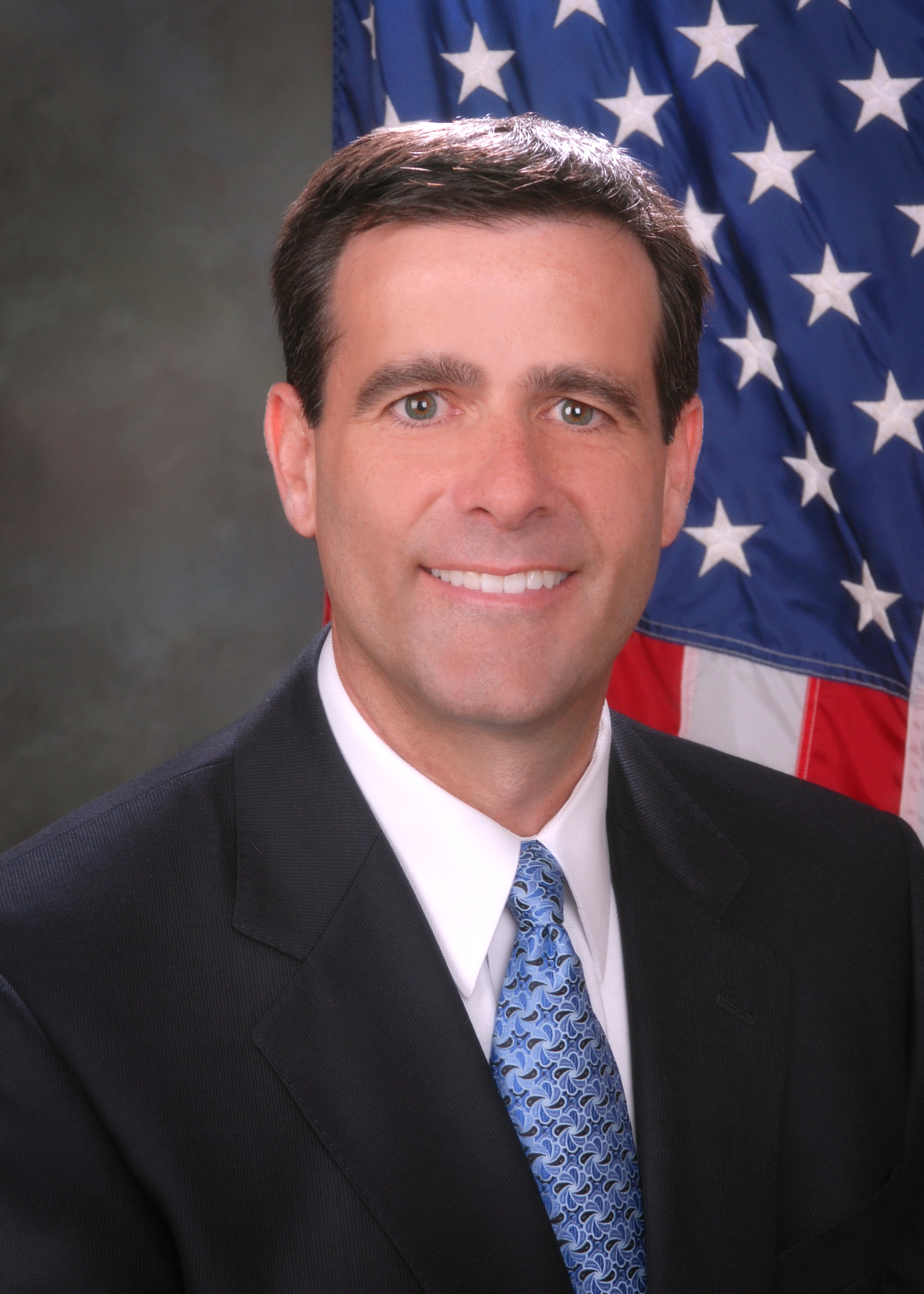
Реткліфф, 2007 рік

2004 року президент Джордж Буш призначив Реткліффа начальником відділу боротьби з тероризмом і національної безпеки Східного округу Техасу в Міністерстві юстиції США. У травні 2007 року призначений тимчасовим прокурором США в окрузі. Після затвердження Ребеки Грегорі постійним прокурором США в окрузі у квітні 2008 року повернувся до приватної юридичної практики.
На вебсайті кампанії Реткліффа сказано, що як федеральний прокурор Реткліфф «особисто керував десятками міжнародних і внутрішніх розслідувань тероризму, пов'язаних з деякими з найбільш чутливих питань безпеки країни» і «відправляв терористів у в'язницю». Однак немає жодних доказів того, що він коли-небудь порушував справу про тероризм.
Спотворив свою причетність до справи США проти фонду Holy Land щодо фінансування тероризму, стверджуючи, що «є люди, які зараз сидять у в'язниці, тому що я притягнув їх до відповідальності за спрямування грошей терористичним групам». ABC News повідомило, що у відкритих судових протоколах немає жодних доказів причетності Реткліффа до справи, і що колишні службовці й адвокати, залучені до справи, не можуть пригадати участь Реткліффа.
В офіційній біографії Реткліффа в Палаті представників говориться, що, працюючи прокурором Східного округу, він «заарештував 300 нелегалів за один день». У статті «Вашингтон пост» зазначалося, що Реткліфф відігравав допоміжну роль у захопленні нелегальних іммігрантів і що його офіс заарештував лише 45 осіб, підозрюваних у нелегальній імміграції (включно з двома, які виявилися американськими громадянами). Офіційні особи, залучені до імміграційної служби, стверджують, що Реткліфф відіграв центральну роль у рейді.

### 2009—2014 роки
2009 року став партнером колишнього генерального прокурора Джона Ешкрофта в юридичній фірмі Ashcroft, Sutton, Ratcliffe.
2012 року був частиною перехідної команди, створеної перед загальними виборами того року кандидатом від Республіканської партії Міттом Ромні для перевірки потенційних кандидатів на пост президента.

## Палата представників США

### Вибори 2014 року
Наприкінці 2013 року оголосив про свою участь на праймеріз від республіканців проти чинного конгресмена Ральфа Голла від 4-го округу. У 91 рік Голл був найстарішим членом Конгресу і найстарішим конгресменом в Палаті представників. У газеті «Dallas Morning News» говориться, що Реткліфф був «найсерйознішим політичним викликом для Голла за останні роки».
На початку кампанії Голл мав дедалі вразливіший вигляд, а Реткліфф отримав підтримку газети «Dallas Morning News», яка схвалювала довгий досвід роботи Голла на державній службі, але цитувала «винятковий досвід» Реткліффа та потребу в «нових ідеях і свіжій енергії».
На передвиборах 4 березня Реткліфф посів друге місце з 29 відсотками голосів проти 45 відсотків Голла. Голл не набрав більшості, тому відбувся другий тур. 27 травня Реткліффа підтримали Tea Party Express, Фонд Senate Conservatives та Клуб розвитку. Голл отримав підтримку від Фонду політичної перемоги NRA, колишніх конгресмена Рона Пола, конгресменки Мішель Бахман і губернатора Арканзасу Майка Гакабі. Реткліфф переміг Голла, набравши 53 відсотки голосів, вперше за двадцять років, коли чинного республіканського конгресмена в Техасі скинули на передвиборах. Реткліфф був одним із чотирьох кандидатів, які перемогли чинного представника США на передвиборах 2014 року.

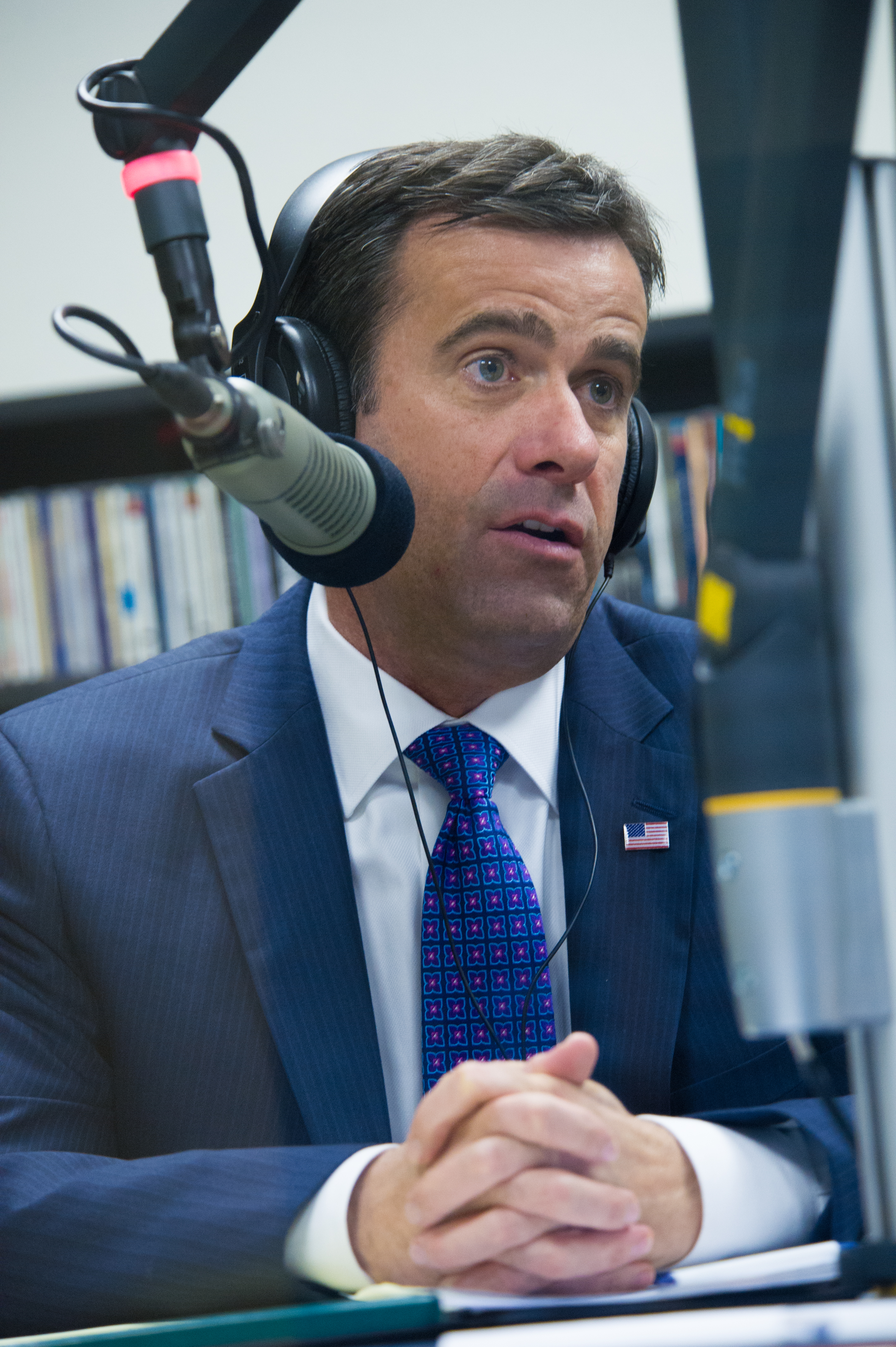
Джон Реткліфф під час інтерв'ю KETR у лютому 2015 року

На загальних виборах у листопаді 2014 року балотувався без конкурентів.

### Вибори 2016 року
1 березня 2016 року легко переміг двох конкурентів на передвиборах від Республіканської партії, отримавши 68 відсотків голосів, випередивши на 47 відсотків другого кандидата. Жоден демократ не подав заявку на участь у загальних виборах у листопаді. На загальних виборах переміг кандидата від третьої партії, набравши 88 % голосів.

### Вибори 2018 року
6 листопада 2018 року переобрався на третій термін, набравши майже 76 відсотків голосів, перемігши конкурента від Демократичної партії Кетрін Кранц і претендента від лібертаріанців Кена Ешбі.

### На посаді
3 січня 2015 року вступив на посаду і став лише п'ятим, хто представляв 4-й округ з моменту його створення у 1903 році. Усі його попередники, крім одного, обіймали цю посаду щонайменше 25 років.
У квітні 2016 року газета «Dallas Morning News» заявила, що «перший термін Реткліффа у Вашингтоні доводить, що нові законодавці можуть бути значущими гравцями в Конгресі».
У вересні 2016 року на слуханнях у юридичному комітеті Палати представників допитав тодішнього директора ФБР Джеймса Комі про те, ФБР прийняло рішення не рекомендувати висувати кримінальні звинувачення проти Гілларі Клінтон у зв'язку з суперечкою щодо використання електронної пошти до чи після того, як Клінтон була допитана слідчими. Комі відповів, що остаточне рішення прийняли після допиту. Згодом Реткліфф припустив, що ФБР «передбачило результат» розслідування.
Був членом Республіканського дослідницького комітету і Конгресу NextGen 9-1-1 Caucus. Як повідомляється, наприкінці 2018 року адміністрація Трампа розглядала Реткліффа на посаду генерального прокурора.
У березні 2019 року стверджував, що колишній адвокат ФБР Ліза Пейдж під присягою підтвердила йому, що Департамент юстиції Обами наказав ФБР не розглядати звинувачення в грубій недбалості проти Гілларі Клінтон щодо її роботи з секретними матеріалами. Однак у звіті генерального інспектора Міністерства юстиції за червень 2018 року зазначено, що аналіз відповідного статуту Міністерством юстиції виявив відсутність доказів ФБР для такого звинувачення, і це тлумачення узгоджується з «попередніми справами під іншим керівництвом, включно з рішенням 2008 року не переслідувати колишнього генерального прокурора Альберто Гонсалеса за неправильне поводження з секретними документами». Аналітики також зазначили, що ФБР не висуває звинувачення особам, а Міністерство юстиції, як Пейдж пояснила Реткліффу пізніше в своїх свідченнях, але Реткліфф не згадав про це у своєму твіті.

### Доручення комітету
У 2015—2017 роках брав участь у комітетах з питань юстиції та внутрішньої безпеки, де був головою підкомітету внутрішньої безпеки з кібербезпеки, захисту інфраструктури та технологій безпеки. У 2017—2019 роках був членом комітетів з етики, судочинства та внутрішньої безпеки. У Комітеті внутрішньої безпеки був членом підкомітету з нагляду та ефективності управління та очолював підкомітет з кібербезпеки та захисту інфраструктури. У Комітеті з юридичних питань був членом підкомітету з питань злочинності, тероризму, внутрішньої безпеки та розслідувань і віцеголовою підкомітету з регуляторної реформи, комерційного та антимонопольного права.
2019 року був членом комітетів з етики, судочинства та розвідки. У юридичному комітеті був високопоставленим членом підкомітету з питань злочинності, тероризму та внутрішньої безпеки та членом підкомітету з питань судів, інтелектуальної власності та Інтернету. У Комітеті з розвідки був членом підкомітету зі стратегічних технологій і передових досліджень, а також підкомітету з питань розвідки та готовності до модернізації.

### Доручення команді президента Трампа з імпічменту
20 січня 2020 року, перед розглядом справи про імпічмент у Сенаті, адміністрація Трампа назвала Реткліффа одним із членів Конгресової команди з імпічменту. Після обрання Реткліфф сказав: «Я склав присягу захищати Конституцію. Цей імпічмент є нападом на належну процедуру. Це напад на поділ влади. Це неконституційно. Я вдячний за можливість пояснити це кожному американцю під час судового процесу в Сенаті». Реткліфф працював з Білим домом протягом кількох тижнів перед судом у Сенаті, щоб підготувати усні аргументи та юридичні записки. Обраний на цю посаду на основі його юридичного досвіду й ефективності під час процедури імпічменту в комітетах Палати представників з питань розвідки та судочинства.

## Директор Національної розвідки

### Висунення
Президент Дональд Трамп 28 липня 2019 року оголосив, що має намір висунути Реткліффа замість Дена Коутса на посаду директора Національної розвідки. Трамп висловив упевненість, що Реткліфф зможе «приборкати» розвідувальні служби, які, за його словами, «розбушувалися».
Мав невеликий досвід у сфері національної безпеки та національної розвідки, і, як повідомляється, мало залучався до цих питань як конгресмен. Намір Трампа став суперечливим, коли встановили, що Реткліфф неправильно визначив свою роль у переслідуванні справ про тероризм та імміграцію.
Реткліфф розкритикував ФБР і розслідування спецпрокурора проти Трампа як упереджене. Також стверджував, що російське втручання, можливо, допомогло кандидату-супернику Трампа 2016 року Гілларі Клінтон більше, ніж Трампу. Американські спецслужби, комітет Сенату з розвідки та Роберт Мюллер стверджували, що Росія втрутилася заради допомоги Трампу. Реткліфф заявляв в ефірі Fox News, що звіт про розслідування спеціального прокурора був написаний не Робертом Мюллером, а «де-факто юридичною командою Гілларі Клінтон»
Демократи назвали Реткліффа некваліфікованим і занадто партійним, щоб виконувати таку роль, яка історично вважається відносно безпартійною. Деякі республіканці також таємно висловили невдоволення його вибором і його затвердженням. Однак комітет Сенату з розвідки голова Річард Берр і сенатор Джон Корнин висловив йому довіру. Сенатори-демократи, зокрема лідера меншості в Сенаті Чак Шумер і Рон Вайден, член Комітету з розвідки, сказав, що єдиним хистом Реткліффа для цієї посаду є «сліпа лояльність» Трампу, зазначивши, що він просував деякі з теорій змови Трампа щодо розслідування втручання Росії та закликав до судового переслідування політичних ворогів Трампа. Декілька колишніх членів Розвідувального товариства висловили стурбованість тим, що призначення Реткліффа може політизувати роботу розвідки. Вони висловили побоювання, що з Реткліффом на посаді директора Національної розвідки Трамп фактично візьме на себе особистий контроль над розвідувальною спільнотою, яка тоді буде говорити йому лише те, що він хоче почути. Вони підкреслили, що дані розвідки повинні бути «відвертими, правдивими та точними, навіть якщо вони неприємні та не підтверджують упередженості президента».
2 серпня 2019 року Трамп написав у твіттері, що не буде висувати Реткліффа покликаючись на погляди, висловлені у мейнстримних медіа. У розмові з журналістами того ж дня Трамп наполягав, що преса поставилася до Реткліффа несправедливо, але також зазначив, що йому сподобалося те, як преса перевіряла кандидатів. Відкликання від розгляду Реткліффа пояснив уникненням «політичної та партійної проблеми».
28 лютого 2020 року президент Дональд Трамп публічно оголосив Реткліффа кандидатом на посаду директора Національної розвідки. 29 лютого 2020 року сенатор Марк Ворнер, віцеголова Комітету Сенату з розвідки, застеріг Трампа від повторного висування Реткліффа. Номінація надійшла до Сенату 3 березня 2020 року. Спеціальний комітет Сенату США з розвідки 5 травня 2020 року провів слухання, які розпочалися з листа колишнього генерального прокурора США Джона Ешкрофта на підтримку кандидатури Реткліффа. Сенатор США Джон Корнін представив Реткліффа та також підтримав кандидатуру. Комітет проголосував за кандидатуру 19 травня 2020 року.
Реткліфф затверджений Сенатом 21 травня 2020 року 49 голосами проти 44. Склав присягу 26 травня.

### Вибори президента США 2020 року
За 35 днів до виборів у листопаді 2020 року розсекретив російську дезінформацію 2016 року, яка стверджувала, що Гілларі Клінтон особисто схвалила схему пов'язування Трампа з Володимиром Путіним і російські хакерські атаки на Національний комітет Демократичної партії. Реткліфф надав дезінформацію голові юридичного комітету Сенату Ліндсі Грему, який оприлюднив її. Раніше контрольований республіканцями Комітет Сенату з розвідки відкинув ці звинувачення як безпідставні. У листі до Грема Реткліфф визнав, що Розвідувальне товариство «не знає про точність цього твердження або про те, наскільки аналіз російської розвідки може відображати перебільшення або вигадку». Розвідувальне товариство виступило проти оприлюднення інформації. Згідно з «Нью-Йорк таймс», розголошення інформації Реткліффом «здавалося спробою допомогти Трампу в політичній арені».
Ухилився від зауважень Розвідувального товариства щодо спроби втручання Ірану у вибори 2020 року. Він заявив, що втручання у вибори мало на меті «зашкодити президенту Трампу».
У листопаді 2020 року Трамп приватно запропонував Реткліффу посаду генерального прокурора США, але той відмовився.
21 жовтня демократи з щонайменше в чотирьох штатах отримали листи з погрозами. У них містилося попередження: «Ви проголосуєте за Трампа в день виборів або ми прийдемо за вами». Того ж дня Реткліфф оголосив, що електронні листи з використанням підробленої зворотної адреси надіслані Іраном. Він додав, що Іран і Росія, як відомо, отримали дані про американських виборців, можливо, з загальнодоступної інформації, і ці дані можуть використані для розповсюдження неправдивої інформації, сіяння хаосу та підриву довіри до американської демократії. Речник Ірану спростував ці звинувачення. У своїй заяві Реткліфф сказав, що Іран намагався «залякати виборців, підбурити соціальні заворушення та завдати шкоди президенту Трампу».

## Директор ЦРУ
У листопаді 2024 року Трамп висунув Реткліффа на посаду наступного директора ЦРУ.
23 січня 2025 року Сенат США 74 голосами проти 25 затвердив призначення Реткліфф на посаду директора ЦРУ.

## Політична позиція
Вважався одним із найбільш консервативних членів Конгресу. 2016 року Heritage Foundation назвав його найконсервативнішим законодавцем Техасу в Конгресі та другим найбільш консервативним законодавцем у країні.

### Китай
Неодноразово попереджав, що Китай є головною загрозою інтересам США та світу. Закликав позбавити Китай прав на проведення Зимових Олімпійських ігор 2022 року через те, що він назвав «злочинами людяності проти уйгурських мусульман» і нібито «масове приховування походження вірусу (COVID-19)» й «обставини його спалаху».

### Імміграція
Підтримав указ президента Дональда Трампа 2017 року про заборону імміграції з семи переважно мусульманських країн, сказавши: «Я аплодую діям президента Трампа щодо посилення перевірки біженців, які намагаються потрапити в нашу країну».

### Обмеження термінів
Під час першого балотування до Конгресу, сказав, що обмеження термінів є центральною частиною його програми.

### Кібербезпека
Був головою підкомітету внутрішньої безпеки Палати представників з питань кібербезпеки та захисту інфраструктури під час 115-го Конгресу (2017—2019).
У березні 2014 року спостерігав за слуханнями в Конгресі «Поточного стану залучення приватного сектору Міністерства національної безпеки США до кібербезпеки», під час яких вивчалися шляхи заохочення приватного сектора та Міністерства національної безпеки до кращої співпраці заради запобігання терористичної діяльності. Отримав свідчення від різних організацій: Hitrust Alliance, Intel Security Group, Symantec, Palo Alto Networks і New America 's Open Technology Institute.
16 грудня 2016 року Барак Обама підписав «Акт про партнерство передових досліджень США й Ізраїлю 2016 року» Реткліффа як публічне право. 2 листопада 2017 року Дональд Трамп підписав «Закон про посилення державної та місцевої боротьби з кіберзлочинністю 2017 року» Реткліффа як публічне право.

### Мережевий нейтралітет
У грудні 2017 року разом із 106 іншими членами Конгресу підписав листа до голови Федеральної комісії зі зв'язку Аджиту Паю, підтримуючи його план щодо скасування мережевого нейтралітету.

### Розслідування втручання Росії

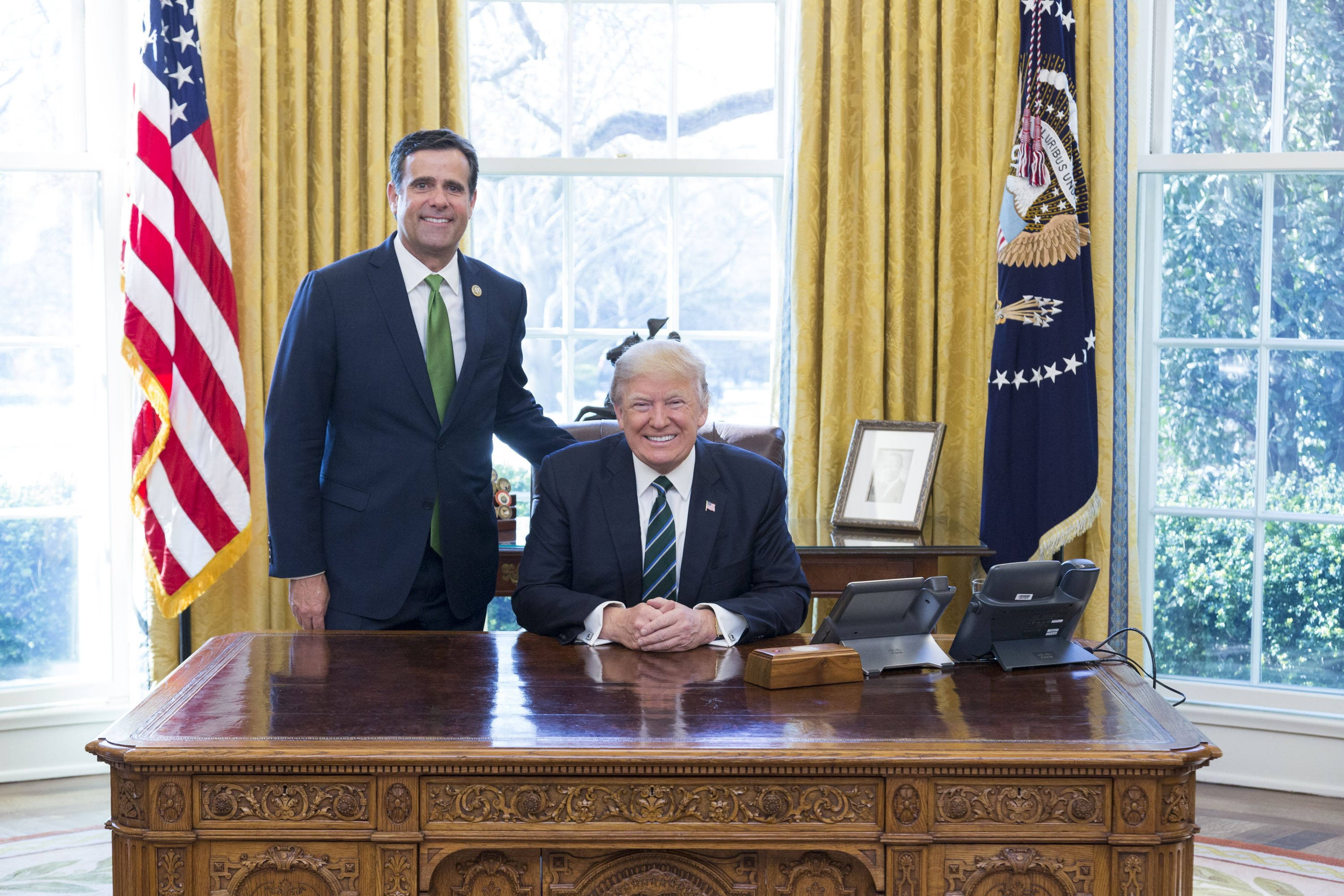
Реткліфф із президентом Дональдом Трампом, 2017 рік

Рішуче підтримав критику Трампа щодо розслідування втручання Росії у вибори в США 2016 року, зокрема джерело розслідування, стверджуючи, що «схоже, що під час адміністрації Обами були скоєні злочини». Заявив, що «не побачив жодних доказів» того, що російське втручання у вибори 2016 року допомогло обранню Трампа, а схвалене судом стеження за кампанією Трампа шпигунством. Стверджував без доказів, що розслідування могло бути злочинною змовою.
За кілька днів до того, як його обрання Трампом на посаду директора Національної розвідки, привернув увагу допитом Роберта Мюллера під час свідчень у Конгресі. Реткліфф розкритикував Мюллера за опис випадків перешкоджання правосуддю в його доповіді про втручання Росії у вибори 2016 року. Стверджував, що Мюллер вийшов за межі правил для спеціальних прокурорів, висвітлюючи випадки потенційного перешкоджання без висування жодних звинувачень у злочинах. Associated Press і PolitiFact визнали заяву Реткліффа неправдивою, зазначивши, що згідно з федеральними правилами спеціальні прокурори зобов'язані пояснювати рішення про відмову в судовому переслідуванні. Ніл Кетіал, автор положення про спеціальну раду 1999 року, назвав Реткліффа «абсолютно неправим».
Неправдиво стверджував, що досьє Стіла, яке він описав як «фальшиве, помилкове», і стало пусковим механізмом, який розпочав розслідування Трамп-Росія. У власному меморандумі республіканського комітету з розвідки Палати представників щодо розслідування говорилося, що саме інформація про Джорджа Пападопулоса поклала початок розслідуванню ФБР у липні 2016 року. Реткліфф також стверджував, що демократи «звинуватили Дональда Трампа у злочині, а потім спробували змінити процес, щоб виправдати це звинувачення». Повідомляється, що на Трампа справили враження агресивні допити Реткліффа Мюллера, які деякі джерела назвали «прослуховуванням» Реткліффа.
Незадовго до його висування на посаду директора Національної розвідки, стверджував, що адміністрація Обами скоїла злочин, опублікувавши у «Вашингтон пост» секретні розшифровки телефонних розмов 2016 року між Майклом Флінном і послом Росії Сергієм Кисляком. Хоча журналістам передали суть розмов, але не самі стенограми. Стверджував, що «звіт Мюллера та висновки написав не Роберт Мюллер, а тими, хто багато людей вважають де-факто юридичною командою Гілларі Клінтон, людьми, які підтримували її, навіть представляли інтереси деяких з її помічників». У травні 2020 року через три дні після отримання посади директора Національної розвідки, Реткліфф розсекретив й оприлюднив повні стенограми, що ускладнило прокурорам заяву про те, що суть дзвінків завдала шкоди національній безпеці.
Сказав, що бачив текстове повідомлення між співробітниками ФБР Пітером Страком і Лізою Пейдж, у якому згадувалося про «таємне товариство». Його твердження ненадовго вірусилося у протрампівських ЗМІ, а наступного дня сенатор-республіканець Рон Джонсон заявив, що республіканські слідчі дізналися від «інформатора» про зустрічі «таємного товариства». У текстовому повідомленні дійсно містився вислів «таємне товариство», але незабаром з'ясувалося, що це жарт, пов'язаний із закупівлею Страком календарів Володимира Путіна «біфкейк» для роздачі співробітникам ФБР, які працювали над російським розслідуванням.

## Особисте життя
Живе з дружиною Мікеле та двома дочками в Гіті, штат Техас.
Реткліфф — католик.